# Hyalurgus cinctus
Hyalurgus cinctus là một loài ruồi trong họ Tachinidae.